# Some Other Guy
Some Other Guy è un brano composto da Jerry Leiber, Mike Stoller e Richard Barrett, e pubblicato da quest'ultimo su un singolo nel 1962. I Beatles hanno eseguito varie volte il pezzo dal vivo.

## Le covers del brano

### I Beatles
I Beatles hanno incluso Some Other Guy nelle scalette dei loro concerti. Il singolo di Barrett era stato scoperto al negozio di Brian Epstein, così come vari di Arthur Alexander. Una versione dal vivo venne registrata, al Cavern Club, dalla Granada Television di Manchester, il 22 agosto 1962 in un'esecuzione mattutina. Il video, girato da differenti angolazioni da più telecamere, in modo da ottenerne più di uno, è l'unico sopravvissuto di un live della band al Cavern; doveva apparire, assieme ad una performance di Kansas City/Hey-Hey-Hey-Hey!, nel programma Know the North, ma venne trasmesso solo quando il gruppo raggiunse la fama nazionale, il 6 novembre dell'anno dopo, sulla trasmissione Granada's Scene at 6.30. Alla fine del filmato, si sente urlare un fan "We want Pete!" ("Noi vogliamo Pete!"): infatti, solo il giorno prima Ringo Starr aveva rimpiazzato il precedente batterista Pete Best. Nel negozio di Epstein a Liverpool, circolarono differenti acetati dell'esecuzione: due di essi sono stati inclusi sull'album I Saw Her Standing There del 2013.
I Beatles registrarono tre volte il brano per la BBC:
| Data di registrazione | Data della prima trasmissione | Luogo di registrazione        | Programma     | Altro |
| --------------------- | ----------------------------- | ----------------------------- | ------------- | --- |
| 22 gennaio 1963       | 24 gennaio 1963               | BBC Playhouse Theatre, Londra | Saturday Club | Con la presenza di altre quattro persone.                                                                                               |
| 22 gennaio 1963       | -                             | BBC Paris Studio, Londra      | -             | Stesso giorno della precedente versione. Nella stessa occasione, vennero registrate anche Please Please Me ed il suo lato B Ask Me Why. |
| 19 giugno 1963        | 23 giugno 1963                | BBC Playhouse Theatre, Londra | Easy Beat     | Incluso sull'album Live at the BBC del 1994. Poco dopo, ci fu un concerto nella stessa location                                         |

Anche Pete Best registrò una cover di Some Other Guy per il suo album Best of the Beatles del 1966. La canzone venne omaggiata da John Lennon da solista: il suo brano Instant Karma! del febbraio 1970 inizia con gli stessi due accordi. Fra i musicisti che hanno registrato il pezzo, figura George Harrison e vari oramai ex-collaboratori della band, quali Mal Evans e Billy Preston.

### Altre versioni
- Johnny Kidd & the Pirates - Gennaio 1963
- The Searchers - dicembre 1963
- The Scorpions - 1964
- The Smithereens - 2 settembre 2008

Inoltre, un adattamento in lingua francese, scritto da Ralph Bernet, è stato pubblicato dai Lionceaux con il titolo Un autre gars nel 1963.